# Raid militaire
Pour les articles homonymes, voir Raid.

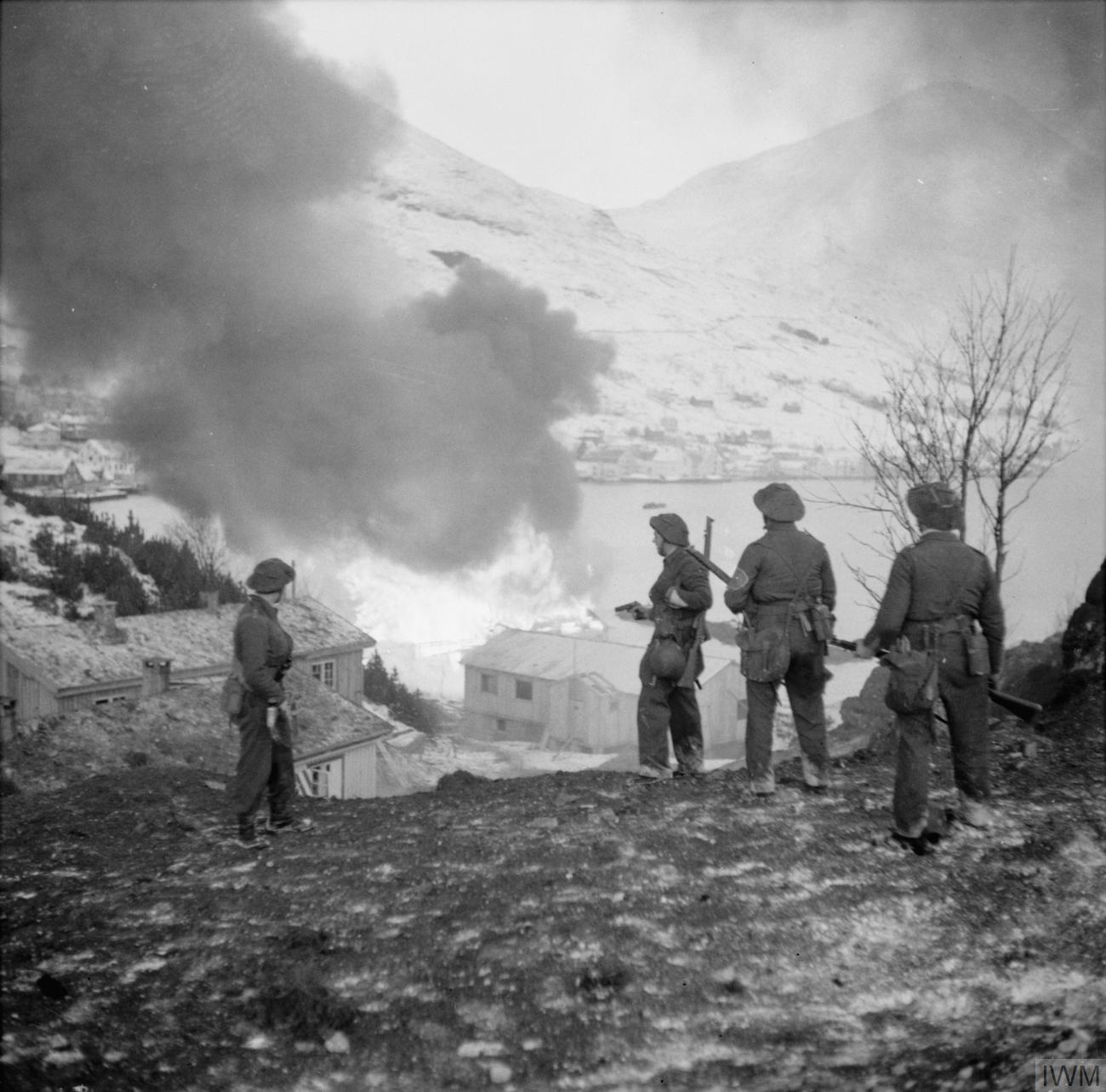
Raid sur Vaagso, Norvège, 27 décembre 1941. Des commandos britanniques détruisent un dépôt de munitions.

Un raid est un terme anglais désignant une opération militaire ponctuelle d'assaut ou de pénétration profonde en territoire ennemi d'une unité mobile pour y pratiquer la reconnaissance, la collecte de renseignements - notamment par la capture de prisonniers, le sabotage et la destruction. Ce sont des opérations rapides et dévastatrices, jouant sur l'effet de surprise et la mobilité de l'assaillant et ne visant pas à obtenir un gain territorial comme une offensive ou un assaut classiques, ce dernier se retirant en général en territoire ami après l'action.
En français de France, mais pas ailleurs, le terme « coup de main » peut également être utilisé pour désigner ce type d'opérations tout comme le terme d'origine arabe « razzia ». 
Les raids peuvent également s'inscrire dans le cadre d'une tactique de harcèlement d'un adversaire supérieur en nombre ou battant en retraite.
Par analogie au caractère mobile, ponctuel et destructeur de ce type d'opérations en territoire ennemi, l'expression « raids aériens » a été utilisée pour désigner les bombardements stratégiques des belligérants pendant la Seconde Guerre mondiale et les opérations aériennes préliminaires aux offensives terrestres visant notamment les arrières des positions défensives ennemies, les sites de concentration des réserves, les voies de communications et de repli. À l'heure actuelle, on utilise plutôt le terme politiquement correct de « frappes (chirurgicales) aériennes » pour souligner l'absence de victimes collatérales et le caractère ciblé et ponctuel de telles opérations de destruction.

## Guerre de Sécession
Ce fut sans doute la période la plus propice à ce type d'action en l'absence de front continu. Dans l'armée confédérée, les généraux Stuart, Wheeler ou Nathan Bedford Forrest lancèrent des actions de cavalerie visant autant la dévastation sur les arrières de l’Union que des opérations d’éclairage ou de retardement.
Le Raid de Price fut le dernier raid du Sud à l'ouest du Mississippi en 1864. Du côté fédéral, le général Philip Sheridan lança des opérations analogues.

## Raid Jameson
En 1895, Leander Starr Jameson lance son armée privée en direction de Johannesburg pour renverser le gouvernement boer. Il est battu et capturé à Doornkop mais de proche en proche son action va entrainer la guerre en Afrique du Sud.

## Première Guerre mondiale
- Nettoyeurs de tranchées, Trench-raiders, Arditi et Sturmtruppen.
- Raids aérien sur Paris

## Seconde Guerre mondiale
- L.R.D.G. (Long Range Desert Group).

Unité anglaise spécialisée dans les raids en profondeur.